# Libreria Editrice Vaticana

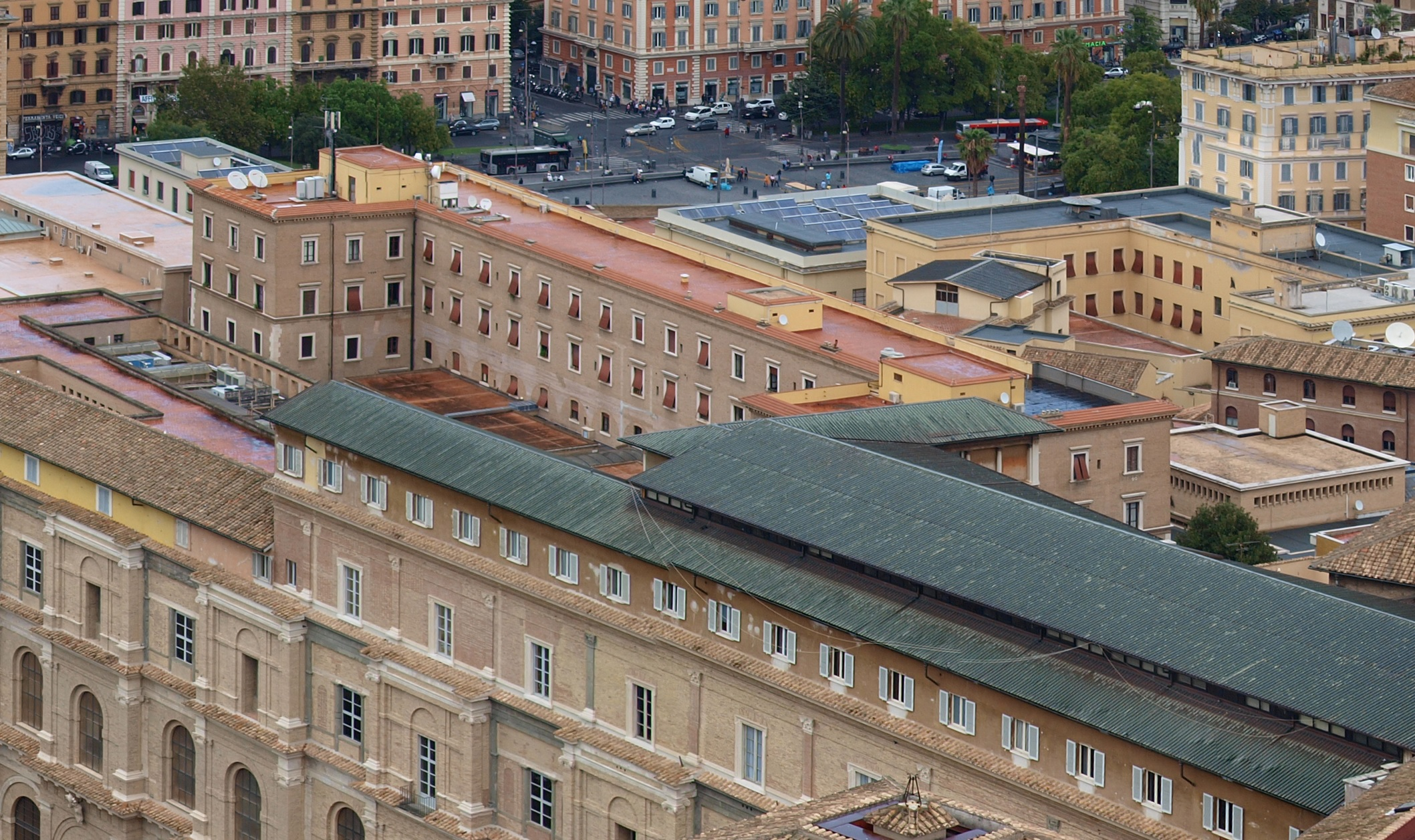
Vatikanisches Verlagshaus und Apotheke (2022)

Die Libreria Editrice Vaticana (englisch Vatican Publishing House, lateinisch Officina libraria editoria Vaticana) ist die Verlagsbuchhandlung des Heiligen Stuhls. Buchhandlung und -verlag entstanden 1926 aus der Vatikanischen Druckerei heraus. Eine Hauptaufgabe sind der Verlag und Vertrieb von amtlichen Akten und Dokumenten des Papstes und des Heiligen Stuhls. Daneben verlegt die Verlagsbuchhandlung zahlreiche archivalische, wissenschaftliche und sonstige Publikationen von Mitarbeitern der Römischen Kurie und mit ihr verbundenen Einrichtungen.

## Geschichte
1984 wurde die Buchhandlung am Petersplatz eröffnet und 2005 in Libreria Internazionale Giovanni Paolo II umbenannt. Im Jahre 2011 hatte die Buchhandlung mehr als 450.000 Besucher.
Seit 2018 gehören der Verlag und die Buchhandlung zum Dikasterium für die Kommunikation.